# Монада (филозофија)
Монада (грч. монас.) Јединица. Недјељива, конститутивна јединица. Основа нематеријалног свијета и проста, посљедња честица цијелог свемира. Филозофски појам настао још код  античких филозофа старе Грчке који је први научно систематизовао и елаборирао Готфрид Вилхелм Лајбниц

## Поријекло
Појам из грчког језика. Означава јединицу- јединичност.

## Тумачење поИвану Клајну
| „ | недјељива цијеловита јединица, недељиво цијеловито биће, | ” |

Монада је према Питагори бројчана јединица, за Платона идеја, према Ђордану Бруну атом, а  Лајбницу проста супстанцијална јединица од каквих је саздан цијели свемир.

## Змачење поМалој просветиној енциклопедији
У старој  хеленској филозофији монада означава јединственост као принцип бића.

## Значење поСветиславу Марићу
Монада је 
| „ | Метафизички атом, посљедњи, нематеријални елеменат стварности, недјељив, неподложан утицају споља, сам од себе промјењљив , обдарен опажањем и тежњом | ” |

## О монадиОпћа енциклопедија ЈЛЗ
Монада је и по  овој енциклопедији „јединица“,  за Платона идеја, за Питагору и Еуклида број. Касније је у Хришћанству Бог сматран монадом монада. То се схватање у Хришђанству задржало све до учења Ђордана Бруна који спаја питагорејско схватање монаде са демокритовом идејом атома.  Лајбниц први развија систематско учење о монадама у свом дјелу  фр. La Mmonadologi. Он, између осталог, тврди да је монада просто, супституцијално-динамично и материјално биће или центар сила, субјект доживљених стања. Монада стоји у одређеним односима  с другим монадама као и према цијелини свих монада; она “репрезентира“  и „одсликава“ универзум према својој „тачки гледишта“ и степену свијести....

## Монада по Браниславу Петронијевићу
По Лајбницовом сљедбенику, српском филозофу Браниславу Петронијевићу монада је појединачна свијест, недјељиво биће; њени атрибути  су свјесност и воља. Материја се састоји од релативно несвјесних атома- монада.